# Яблочный (Башкортостан)
Я́блочный (баш. Яблочный) — деревня в Благовещенском районе Республики Башкортостан Российской Федерации. Входит в состав Удельно-Дуванейского сельсовета.

## География

### Географическое положение
Находится на берегу реки Белой.

## История
Поселок основан в первой половине 1920-х годов жителями Удельных Дуванеев под названием Яблочный Ключ. Всегда входил в состав Удельно-Дуванейского  сельсовета. В 1940-е годы в поселке был образован колхоз  "Яблочный", с начала 1950-х годов и до конца XX века входил в колхоз имени Димитрова.

## Население
| 2002 | 2009 | 2010 |
| ---- | ---- | ---- |
| 9    | ↘6   | ↗12  |

Динамика населения: в 1939 году насчитывалось 144 человека, в 1969 — 71, в 2010 — 12 постоянных жителей.